# José Vélez
Pour les articles homonymes, voir Vélez.
José Velázquez Jiménez, plus connu sous le nom de scène de José Vélez, né le 19 novembre 1951 à Telde, dans l'île de Grande Canarie, est un artiste espagnol.

## Biographie
Il participe au Concours Eurovision de la chanson 1978 à Paris avec Bailemos un vals, succès européen qui termine à la 9e position de la soirée.